# اویروی
اویروی (به لاتین: Averøy) یک شهرستان نروژ در نروژ است که در مور او رومسدال واقع شده‌است.

## خصوصیات
اویروی ۱۷۶٫۰۰ کیلومترمربع مساحت و ۵٬۶۵۱ نفر جمعیت دارد.

## خواهرخوانده
شهر Kokkola خواهرخواندهٔ اویروی هست.